# Hemigymnochaeta candacia
Hemigymnochaeta candacia är en tvåvingeart som beskrevs av Andy Z. Lehrer 2007. Hemigymnochaeta candacia ingår i släktet Hemigymnochaeta och familjen spyflugor.
Artens utbredningsområde är Etiopien. Inga underarter finns listade i Catalogue of Life.